# Kanton Thénezay
Kanton Thénezay (fr. Canton de Thénezay) je francouzský kanton v departementu Deux-Sèvres v regionu Poitou-Charentes. Skládá se z devíti obcí.

## Obce kantonu
- Aubigny
- Doux
- La Ferrière-en-Parthenay
- Lhoumois
- Oroux
- La Peyratte
- Pressigny
- Saurais
- Thénezay